# Chris Makepeace
Chris Makepeace (Montreal, Quebec; 22 de abril de 1964) es un actor y asistente de dirección canadiense. Es conocido por sus papeles protagónicos en la película My Bodyguard (1980) y la comedia de terror Vamp (1986), y sus papeles secundarios en la comedia Meatballs (1979) y la película de ciencia ficción distópica The Last Chase (1981).

## Carrera
Makepeace nació en Montreal, Quebec, hijo de Doreen y Harry Makepeace. Su hermano mayor, Tony Makepeace, es un fotógrafo canadiense. Hizo sus 
estudios en la Second City Workshop. Comenzó a actuar en comerciales de televisión a los diez años.
Inició su carrera como actor en un especial de televisión canadiense de 1974, The Ottawa Valley. Su siguiente papel fue en una comedia canadiense de 1979, Meatballs, en la que protagonizó, junto a Bill Murray, a un adolescente tímido y solitario que asiste a un campamento de verano, y que tiene problemas para adaptarse. La película fue un éxito, recaudando más de $ 43 millones en taquilla. Luego fue elegido para el papel principal en la película de Fox, My Bodyguard, estrenada en julio de 1980 con críticas positivas, ganando $ 22,5 millones a nivel nacional. La película fue protagonizada por Chris junto a Adam Baldwin, Matt Dillon, Martin Mull y Ruth Gordon. En su reseña de la película, el crítico Roger Ebert dijo que la actuación de Makepeace resultó en "uno de los personajes adolescentes más atractivos que he visto en las películas en mucho tiempo".También actuó junto a Lee Majors y Burgess Meredith en la película de 1981 The Last Chase. Sus papeles posteriores incluyeron apariciones en películas hechas para televisión y algunos largometrajes más, incluidos Mazes and Monsters con Tom Hanks, The Falcon and the Snowman en 1985 y Vampde 1986, con dirección Richard Wenk, junto a Sandy Baron, Grace Jones, Robert Rusler, Dedee Pfeiffer y Gedde Watanabe.
En 1981, grabó un diálogo hablado para el álbum de Kiss Music from The Elder con el productor Bob Ezrin, pero no se usó en la mezcla final; Los planes para convertir el álbum en un largometraje nunca se materializaron.
Desde el 2001 esta alejado de la actuación y se desempeña como asistente de dirección.

## Filmografía

### Film and television credits
| Año       | Película o serie           | Personaje              | Nota                                                        |
| --------- | -------------------------- | ---------------------- | ----------------------------------------------------------- |
| 1974      | The Ottawa Valley          |                        | Sin acreditar                                               |
| 1979      | Meatballs                  | Rudy Gerner            | Película                                                    |
| 1980      | My Bodyguard               | Clifford Peache        | Película                                                    |
| 1981      | The Littlest Hobo          | Willie                 | Serie para televisión, en el episodio: East Side Angels     |
| 1981      | The Last Chase             | Ring                   | Película                                                    |
| 1982      | The Mysterious Stranger    | August Feldner         | Película para televisión                                    |
| 1982      | Mazes and Monsters         | Jay 'Jay-Jay' Brockway | Película echa para televisión                               |
| 1983      | The Terry Fox Story        | Darrell Fox            | Película para televisión                                    |
| 1983-1984 | Going Great                | Host                   | Serie televisiva                                            |
| 1984      | The Oasis                  | Matt                   | Película                                                    |
| 1985      | The Falcon and the Snowman | David Lee              | Película                                                    |
| 1985      | The Undergrads             | Dennis 'Jody' Adler    | Película para televisión                                    |
| 1986      | Vamp                       | Keith                  | Película                                                    |
| 1987      | Captive Hearts             | Robert                 | Película                                                    |
| 1988      | Aloha Summer               | Mike Tognetti          | Película                                                    |
| 1988      | Why on Earth?              | Franklin Smith         | Piloto de película televisada                               |
| 1989      | The Jim Henson Hour        | Zeb Norman             | Serie televisiva, episodios: Science Fiction y Aquatic Life |
| 1989      | The Hitchhiker             | Jeremy                 | Serie televisiva, en el episodio Power Play                 |
| 1991      | Beyond Reality             | Anthony Bowen          | Serie de televisión, en el episodio: Miracle Worker         |
| 1996      | Memory Run                 | Andre Fuller           | Película                                                    |
| 1996]]    | A Holiday for Love         | Joe Marsdon            | Película para televisión                                    |
| 1998      | Short for Nothing          | Glen                   | Película                                                    |
| 2001      | Full Disclosure            | Piloto                 | Video                                                       |